# Khammam
Khammam (en telugu: ఖమ్మం ) es una localidad de la India, centro administrativo del distrito de Khammam, estado de Telangana.

## Geografía
Se encuentra a una altitud de 123 m s. n. m. a 192 km de la capital estatal, Hyderabad, en la zona horaria UTC +5:30.

## Demografía
Según estimación 2010 contaba con una población de 189 338 habitantes.